# Festival indépendant du film d'Osnabrück
Le Unabhängiges FilmFest Osnabrück (festival indépendant du film d'Osnabrück) est un festival indépendant en Basse-Saxe, en Allemagne. C’est un des festivals de film les plus anciens en Basse-Saxe. Il a lieu chaque année en octobre et dure cinq jours. Le festival est organisé par l’association Osnabrücker FilmForum e.V. dont les organisateurs principaux sont Birgit Mueller et Holger Tepe et qui existe depuis 1994. L’événement est organisé dans un but non lucratif.
En 2012, il a eu lieu du 10 au 14 octobre pour la vingt-septième fois. Le ministre-président de Basse-Saxe, David McAllister, en était le parrain.

## Concept et thèmes principaux
L’idée principale du festival du film à Osnabrück est l’encouragement de la permissivité dans la société et entre les différentes nations. Pour aider à comprendre les différences en ce qui concerne les points de vue et le savoir-vivre, le FilmFest utilise le film comme medium avec ses nombreuses possibilités d’expression. Pour cette raison, le Filmfest présente des films innovants qui ne se préoccupent pas des conventions mais proposent de nouveaux points de vue. Il existe aussi une coopération avec des organisations comme Terre des Hommes. Depuis 1996, le FilmFest choisit un thème central pour chaque festival. Ainsi, une discussion concernant le sujet principal est possible et plus facile. Voici les thèmes principaux depuis 2006 :
- 2006 : Europäische Konflikte – Europäische Konfliktlösungen (Conflits européens – Solutions européennes)
- 2007 : Grenzgänger (Frontaliers)
- 2008 : The future is unwritten (L’avenir n’est pas écrit)
- 2009 : Glück/fortune (Le bonheur)
- 2010 : Ideal/ideal (L'idéal)
- 2011 : Unterwegs (En route)

## Catégories
Le FilmFest présente des longs métrages, des courts métrages et des documentaires dans les catégories suivantes :
- Vorsicht Frieden ! (Attention, paix !)
- Generation Zukunft (La génération de l’avenir)
- Europe unlimited
- Vistas Latinas
- Des programmes spéciaux.

Le FilmFest remet les prix suivants :
- Le « Friedensfilmpreis der Stadt Osnabrück » (Le prix pour un film sur la paix)
- Le « Filmpreis für Kinderrechte » (Le prix pour un film sur les droits de l’enfance)
- Le « Kurzfilmpreis » (Le prix pour les courts métrages)
- Le « Ernst-Weber Filmpreis für Solidarität » (Le prix cinématographique d'Ernst Weber pour la solidarité)
- Le « Filmpreis für Zivilcourage » (Le prix cinématographique pour le courage civique)
- Le « Publikumspreis des FilmFest Osnabrück » (Le prix du public du festival du film d'Osnabrück)

## Europe Unlimited
Il y a trois programmes qui traitent de l’Union européenne et du rapprochement des différents pays, mais aussi des problèmes en Europe de l’ouest et de l’est. Les films s’occupent d'aspects particuliers concernant la politique, la société et l’économie de l’Union européenne. 

## Vistas Latinas
Depuis 2009, le Filmfest aborde également le film contemporain d’Amérique latine dans la catégorie “Vistas Latinas”. On y porte un regard sur des films socio-politiques qui montrent la transformation de l’Amérique latine. À ce jour, aucun prix n'a été attribué dans cette catégorie.

## Prix

### Le «Friedensfilmpreis der Stadt Osnabrück» / Prix pour des films sur la paix
Chaque année, un film (long métrage ou documentaire) qui lie l’engagement social et la pensée humaine gagne le prix de la paix (5000 €). Les films peuvent traiter des conflits internationaux, sociétaux, des problèmes familiaux, de politique ou encore aborder la question des droits de l’Homme. Un jury composé de trois personnes issues du journalisme, de la branche du film ou du secteur du travail pour la paix désigne le lauréat.
Voici les lauréats :
- 2002 : In Or Between, Allemagne 2002, de Wuppertaler Medienprojekt
- 2003 : Rachida, Algérie/France 2003, de Yamina Bachir-Chouikh
- 2005 : Auf der Schwelle des großen Vergessens, Pays-Bas 2004, de Thom Verheul
- 2006 : Rwanda, les collines parlent, Belgique 2005, de Bernard Bellefroid
- 2007 : Kurz davor ist es passiert, Autriche 2006, de Anja Salomonowitz
- 2008 : Shahida - Brides of Allah, Israël 2008, de Natalie Assouline
- 2009 : Welcome de Philippe Lioret, France, 2009
- 2010 : Les Arrivants, France 2010, de Claudine Bories et Patrice Chagnard

### Le «Filmpreis für Kinderrechte» / Prix pour des films sur les droits de l’enfance
Chaque année, un film qui discute de la situation et des droits des enfants dans le monde gagne le “Prix pour les droits de l’enfance”. Quatre films qui ont comme sujet les conditions des enfants dans la société, la culture et l’économie sont choisis. Des thèmes importants sont, par exemple, la réalisation des droits de l’enfance et la protection des enfants contre l’exploitation et la violence. Un jury de cinq enfants à l’âge de 14 ans décide quel film gagnera le prix de 2000 €.
Les gagnants depuis 2001 sont :
- 2001 : Ali Zaoua, France/Belgique/Maroc 2000, de Nabil Ayouch
- 2002 : Runaway, Grande-Bretagne 2002, de Kim Longinotto et Ziba Mir-Hosseini
- 2003 : Child Soldiers, Australie/Grande-Bretagne 2002, d'Alan Lindsay
- 2004 : Paloma de Papel, Pérou 2004, de Fabrizio Aquilar
- 2005 : Schildkröten können fliegen, (titre français : Les tortues volent aussi), Iran/Irak 2004, de Bahman Ghobadi
- 2006 : Living Rights: Roy & Toti, Pays-Bas 2005, de Duco Tellegen
- 2007 : Mama mir geht es gut, Allemagne 2007, de Alexandra Westmeier
- 2008 : Klassenkampf, Allemagne 2008, de Uli Kick
- 2009 : Lena, Stella, Ümmü und die Anderen, Allemagne 2009, de Betty Schiel
- 2010 : Ich, Tomek, (titre français : Piggies), Pologne 2009, de Robert Gliński

### Le «Kurzfilmpreis» / Prix pour les courts métrages
Le prix pour les courts métrages prime des courts métrages internationaux. Le prix de 500 € vient du parlement des étudiants de l’université d’Osnabrück. Le gagnant du prix pour les courts métrages est élu par le public.
Les gagnants depuis 2001 sont :
- 2001 : Modern Daydreams, USA 2001, de Mitchell Rose
- 2002 : Der Schwarzarbeiter, Allemagne  2002, de Gülsel Özkan & Ludger Pfanz
- 2003 : Tripper, Allemagne 2003, de Kira Schimmelpfennig
- 2004 : Meine Eltern, Allemagne 2004, de Nele Vollmar
- 2005 : Goodbye, Allemagne 2004, de Steve Hudson
- 2006 : Vincent, Italie/Allemagne 2005, de Giulio Ricciarelli
- 2007 : Achterbahn, Allemagne 2007, de Frank Wegerhoff
- 2008 : Antje und wir, Allemagne 2007, de Felix Stienz
- 2009 : Der Anner im Himmel, Allemagne 2009, de Philipp Hartmann
- 2010 : Drop Dead, d'Arne Toonen

### Ernst Weber Filmpreis für Solidarität / Prix cinématographique ’’Ernst Weber’’
Le prix du film « Ernst Weber » pour la solidarité est donné à un film qui encourage les personnes à réfléchir et à faire partie de la société, indépendamment de l’origine nationale ou sociale. Le prix de 1000€ est remis par la fondation « Ernst Weber » et a été attribué pour la première fois en 2010.
Gagnants :
- 2010 : La Pivellina de Rainer Frimmel et Tizza Covi

### Filmpreis für Zivilcourage / Prix cinématographique pour le courage civique
Le prix pour le courage civique de 1000€ est financé par le district d’Osnabrück. Un film qui met en relief l’importance du courage civique reçoit le prix. Pour le jury, des étudiants des collèges ou des centres de formation professionnelle ont la possibilité d’y participer. Le prix a été remis pour la première fois en 2010.
Gagnants :
- 2010 : Uwe und Uwe de Lena Liberta

### Publikumspreis / Prix du public
Le gagnant du prix du public se voit accorder la somme de 2500€. Le prix du public a été attribué pour la première fois en 2013. Voici les lauréats :
- 2013 : Je me sens disco d'Axel Ranisch, avec Rosa von Praunheim
- 2014 : Xenia de Pános Koútras

## Informations supplémentaires et programmes spéciaux
Le festival du film à Osnabrück a débuté en 1986 et depuis ce temps-là s'est développé en phase avec le changement de la société et des médias. Il y a d'autres événements qui sont organisés par le Osnabrücker Film Forum e.V. et qui se déroulent avant que le festival du film ait lieu ou en même temps.
En voici quelques exemples :
- Le tour “A Wall is a Screen” (“Un mur est un écran”): des films sont projetés au public sur les murs d'immeubles à l'occasion d'une promenade dans la ville.
- Le “Heimliche Kino” ("Cinéma secret") : des films sont présentés dans des salons particuliers destinés à une petite audience.
- Des concerts accompagnent des films muets.

## Lieux de la manifestation
Les lieux principaux où les présentations des films se déroulent pendant le festival du film à Osnabrück sont :
- Le “Cinema Arthouse”
- La “Lagerhalle”
- Le “Haus der Jugend” (la maison des jeunes)